# میریو
میریو (به انگلیسی: Miryo)با نام اصلی جو می-هایه (به انگلیسی: Jo Mi-hye) (زاده ۲ نوامبر ۱۹۸۱) رپر، ترانه‌سرا، تهیه‌کننده موسیقی اهل کره جنوبی است.
او عضو گروه براون آید گرلز است.